# 斯勒哲斯冰川
71°26′S 162°48′E / 71.433°S 162.800°E
斯勒哲斯冰川（英語：Sledgers Glacier）是南極洲的冰川，位於鮑爾斯山脈，流經蘭特曼山脈北坡，最終注入雷尼克冰川，該冰川由新西蘭探險隊命名。